# Frederick de Cordova
Frederick Timmins de Cordova, também conhecido como Fred de Cordova, (Nova Iorque, Nova Iorque, 27 de outubro de 1910 — Los Angeles, Califórnia, 15 de setembro de 2001) foi um diretor de cinema estadunidense, mais conhecido como o produtor de programas televisivos como o Tonight Show, apresentado por Johnny Carson.

## Carreira
De Cordova trabalhava na Broadway quando foi contratado pela Warner Bros. como diretor de diálogos, em 1944. No ano seguinte dirigiu sua primeira película, Juventude Impetuosa (Too Young to Know, 1945). Em 1948 foi para a Universal, onde continuou a realizar filmes de aventura e comédias familiares, caracterizados pelo bom acabamento e profissionalismo, mas também por absoluta falta de profundidade; daí destinarem-se, geralmente, às sessões duplas dos cinemas. O único destaque de sua obra é Vítimas da Sorte (Finders Keepers, 1952), comédia que se beneficia da excelente interpretação de Tom Ewell.
A partir de meados da década de 1950, passou a se dedicar à televisão, onde dirigiu sitcoms e produziu shows importantes, como o Jack Benny Program e, principalmente, o Tonight Show Starring Johnny Carson, que lhe deram fama e reconhecimento. Na década de 1960 ensaiou um breve retorno ao cinema, mas logo voltou à TV, onde ficou até sua aposentadoria.
Foi indicado ao prêmio Emmy dezesseis vezes, tendo sido agraciado em cinco oportunidades. Faleceu de causas naturais.

## Filmografia
Todos os títulos em português referem-se a exibições no Brasil.
- 1945 Juventude Impetuosa (Too Young to Know)
- 1946 Um Homem Irresistível (Her Kind of Man)
- 1947 Ninguém Entende as Mulheres (That Way with Women)
- 1947 Muito Dinheiro Atrapalha (Love and Learn)
- 1947 Juntos Para Sempre (Always Together)
- 1948 Fugindo do Amor (For the Love of Mary)
- 1948 A Desdenhada (Wallflower)
- 1948 A Condessa de Monte Cristo (The Countess of Monte Cristo)
- 1949 Os Clandestinos (Illegal Entry)
- 1949 Rivais em Fúria (The Gal Who Took the West)
- 1950 Peggy (Peggy)
- 1950 A Rainha dos Piratas (Buccaneer's Girl)
- 1950 O Gavião do Deserto (The Desert Hawk)
- 1951 Bedtime for Bonzo
- 1951 A Ninja Nua (Katie Did It)
- 1951 Mercado de Paixões (Little Egypt)
- 1952 A Família do Barulho (Here Comes the Nelsons)
- 1952 Vítimas da Sorte (Finders Keepers)
- 1952 Bonzo Goes to College
- 1952 O Capitão Pirata (Yankee Buccaneer)
- 1953 Jornada Sangrenta (Column South)
- 1965 Bom Mesmo É Amar (I'll Take Sweden)
- 1966 Entre a Loura e a Ruiva (Frankie and Johnny)